# Tomás de Rementería Venegas
Tomás Eguzki de Rementería Venegas (Viña del Mar, 17 de marzo de 1987) es un abogado, máster en derecho constitucional y político del Partido Socialista de Chile (PS). Desde el 23 de abril de 2025 ejerce como senador designado por la Región de Valparaíso, tras la destitución de la senadora Isabel Allende. Previamente, desde marzo de 2022 ejerció como diputado de la República por el distrito N.° 7 de la Región de Valparaiso.

## Biografía
Originario de Viña del Mar, es hijo del empresario gastronómico Tomás de Rementería Durand, fundador del Partido por la Democracia (PPD) y concejal viñamarino. Estudió derecho en la Universidad Gabriela Mistral y realizó un máster de derecho constitucional y derechos fundamentales, además de ser candidato a doctor en derecho público en la Universidad de París 1 Panthéon-Sorbonne.
Entre 2015 y 2018 se desempeñó como asesor legal de la Dirección General de Aguas, durante este tiempo ejerció como abogado litigante en emblemáticas causas como HidroAysén, la revocación de derechos de agua de Edmundo Pérez Yoma, entre otros.
Entre enero de 2021 y febrero de 2022 trabajó como profesor dando cátedra de Derecho constitucional en distintas universidades.
En las elecciones parlamentarias de 2022, se postuló a diputado como independiente por el Partido Socialista en el pacto de centroizquierda Nuevo Pacto Social. Representando al distrito 7 de la Región de Valparaíso, fue elegido con 5820 votos (1,6%) y asumió su cargo el 11 de marzo de 2022.

## Historial electoral

### Elecciones parlamentarias de 2021
- Elecciones parlamentarias de 2021 a Diputados por el distrito 7 (Algarrobo, Cartagena, Casablanca, Concón, El Quisco, El Tabo, Isla de Pascua, Juan Fernández, San Antonio, Santo Domingo, Valparaíso y Viña del Mar)[2]